# Glicidolo
Il glicidolo è un composto organico che contiene come gruppi funzionali il gruppo epossidico e ossidrilico. Essendo bifunzionale, ha una varietà di usi industriali. A temperatura ambiente si presenta come liquido leggermente viscoso.
Il glicidolo in determinate quantità ha mostrato di avere un'azione cancerogenica nei topi  .